# Maslinica
Maslinica est un village portuaire de Croatie sur l'île de Šolta dans le comitat de Split-Dalmatie. En 2011 sa population était de 208 habitants. À l'époque de l'Empire Austro-Hongrois, les villages de l'île de Šolta avaient encore des noms italiens, et Maslinica s’appelait Porto Olivetto.